# Vito Bellafiore
Vito Bellafiore, né à Santa Ninfa le 11 juillet 1929 est un homme politique italien.  
Membre du Parti communiste italien, il est maire de Santa Ninfa — commune touchée par le séisme de janvier 1968 en Sicile — de 1955 à 1983, député régional de 1971 à 1976 et sénateur de 1983 à 1988. 

## Biographie
Fils de cordonnier militant du PCI dès sa création en 1921, Vito Bellafiore grandit à Santa Ninfa (province de Trapani) dans un environnement antifasciste et entre à son tour au Parti communiste italien en 1943 comme membre dirigeant des Jeunesses communistes.
Après son service militaire à Rome et Plaisance, il reste infirmier dans son régiment jusqu'en 1951 puis revient dans sa commune natale où il exerce en libéral.
A peine réinstallé, il est élu au conseil municipal de Santa Ninfa en 1952, il devient vice-maire, puis maire en 1955 à la suite de Luigi Ciulla. Il est maire de Santa Ninfa durant 28 ans consécutifs, et participe à la mobilisation pour la reconstruction de la vallée du Belice après le séisme de 1968.
Devenu enseignant en 1963, il échoue la même année lors des élections régionales de siciliennes avec 7047 préférences. Au scrutin de 1971, il est élu député de l'Assemblée régionale sicilienne avec 23388 préférences sur la liste d'union PCI-PSIUP. Il siège à la commission des travaux publics et n'est pas candidat à sa réélection.
Il est membre des instances provinciales (Trapani) et régional du PCI.
Le 26 juin 1983, il est élu sénateur pour le PCI dans le collège d'Alcamo avec 26602 voix. Il siège à la commission Hygiène et Santé. Il est réélu lors des élections générales de 1987 avec 25139 suffrages, mais son élection est annulé en février 1988. 
Il quitte le conseil municipal en 1994, et préside le comité des maires de la vallée du Belice jusqu'en 1999.  
Après la dissolution du PCI, il adhère au Parti démocrate de la gauche puis aux Démocrates de gauche dont son petit-fils, Francesco, est secrétaire de la section locale.